# Departamento de Mederdra
Mederdra es un departamento de la región de Trarza, en Mauritania. En marzo de 2013 presentaba una población censada de 30 440 habitantes. Está formado por las siguientes comunas, que se muestran asimismo con población de marzo de 2013:
- Bei Taouress 1,998
- El Khat 5,783
- Mederdra 7,421
- Taguilalet 2,659
- Tiguent 12,579[1]